# 杀戮一代
是一部由美國HBO電視網製作的電視連續短劇。該劇改編自《滚石》杂志随军记者埃文·萊特所撰寫的同名小說，一共有七集，於2008年7月13日開始播出。

## 製作
美國HBO有線電視網根據Evan Wright的小說製作了一部7小時的電視連續短劇。在書中埃文·萊特記錄下了2003年伊戰處於第一階段時他的隨軍採訪經歷，採訪對象是美國海軍陸戰隊第1偵察營。

### 主要角色

《殺戮一代》海報

本劇擁有一支由28人組成的強大演出陣容，而第一偵察營B連2排成為了本劇主要的焦點。Lee Tergesen飾演隨軍記者Evan Wright，Evan被指派到B連乘坐引導車，同車的還有中士Brad 'Iceman' Colbert、下士Josh Ray Person和准下士Harold James Trombley。其他飾演2排官兵的還有中尉Nathaniel Fick、中士Antonio 'Poke' Espera、二級軍醫 Robert Timothy 'Doc' Bryan、下士Evan 'Q-Tip' Stafford、下士Walt Hasser、槍炮上士Mike 'Gunny' Wynn、下士Gabriel 'Gabe' Garza、下士Jason Lilley、中士Leandro "Shady B" Batista、中士Larry Shawn 'Pappy' Patrick和中士Rudy Reyes（本人飾演），中士Anthony 'Manimal' Jacks和中士James Chaffin。
第一偵察營由中校Stephen 'Godfather' Ferrando指揮。B連指揮官是上尉Craig 'Encino Man' Schwetje。B連3排由情緒不穩定的上尉Dave 'Captain America' McGraw指揮。營軍士長是John Sixta。A連的指揮官是上尉Bryan Patterson。槍炮上士Ray 'Casey Kasem' Griego是B連的副指揮官。少校Todd Eckloff是營執行官。
其他角色還包括中士Eric Kocher，一個長期忍受著「美國上尉」指揮的小隊隊長，和下士Jeffrey 'Dirty Earl' Carazales，而Meesh是營部翻譯。少將James "Mad Dog" Mattis是Ferrando的上司。

## 劇情介紹
| # | 標題                       | 編劇                                                        | 導演               | 播出日期      |
| --- | -------------------------- | ----------------------------------------------------------- | ------------------ | ------------- |
| 1 | Get Some                   | David Simon & Ed Burns                                      | Susanna White      | 2008年7月13日 |
| 伊拉克戰爭開始後海軍陸戰隊按照命令駐紮在科威特的Mathilda營地為進入伊拉克做著準備；《滾石》雜誌的記者被派到陸戰隊隨軍採訪。                                                                                  |                            |                                                             |                    |               |
| 2 | The Cradle of Civilization | Ed Burns & Evan Wright (劇本) David Simon & Ed Burns (故事) | Susanna White      | 2008年7月20日 |
| 鑑於動盪的現狀，中士Colbert嘗試著讓他的隊伍保持精神集中。第一偵察營調整了他們的進攻計劃，並在Nasiriyah和Al Gharraf第一次與敵人接觸。                                                                        |                            |                                                             |                    |               |
| 3 | Screwby                    | Ed Burns (劇本) David Simon & Ed Burns (故事)               | Susanna White      | 2008年7月27日 |
| B連等待他們下一個偵察任務，在第一次交火後倖存下來；連長要求炮兵轟炸一個不存在的火箭筒小隊；排長試圖在危險情況下控制局勢；營長指定一個新的非常緊急的任務，在A連炮轟Ar Rifa之後。                             |                            |                                                             |                    |               |
| 4 | Combat Jack                | David Simon (電視劇) David Simon & Ed Burns (故事)          | Simon Cellan Jones | 2008年8月3日  |
| 大家還在為了佔領機場而放棄時間修理補給車的事情抱怨著的時候，B連又開始啟程，向西前進，檢查一個村子，並在Al Havy城外設立路障。同時，A連奉命去尋找一名在Al Shatra陸戰隊員的屍體，但他們的任務被CIA的行動延誤。 |                            |                                                             |                    |               |
| 5 | A Burning Dog              | Evan Wright (劇本) David Simon & Ed Burns (故事)            | Simon Cellan Jones | 2008年8月10日 |
| B連還是不斷的遇到不友善的居民，並試圖改善關係；戰場上關於敵人的情況，得到的答案總是比新遇到的問題少；Al Muwaffiqiyah設置的路障考驗著海軍陸戰隊的交戰規則。                                                  |                            |                                                             |                    |               |
| 6 | Stay Frosty                | Ed Burns (劇本) David Simon & Ed Burns (故事)               | Simon Cellan Jones | 2008年月17日  |
| 在第一偵察營完成不熟悉的任務-疏散上百名逃離巴格達的平民之後，他們開始覺得是否已經完成了在這場戰爭中自己的任務。但Godfather還有其他任務讓自己的士兵重新回到戰場上來。                                        |                            |                                                             |                    |               |
| 7 | Bomb in the Garden         | David Simon (劇本) David Simon & Ed Burns (故事)            | Susanna White      | 2008年月24日  |
| 到達巴格達之後，B連被這座城市的規模所震驚；第一偵察營開始了他們在巴格達的日常巡邏，這是他們發現遇到阻礙的程度是他們和伊拉克人所想像不到的。                                                                 |                            |                                                             |                    |               |

## 武器裝備

### 基本單兵裝備

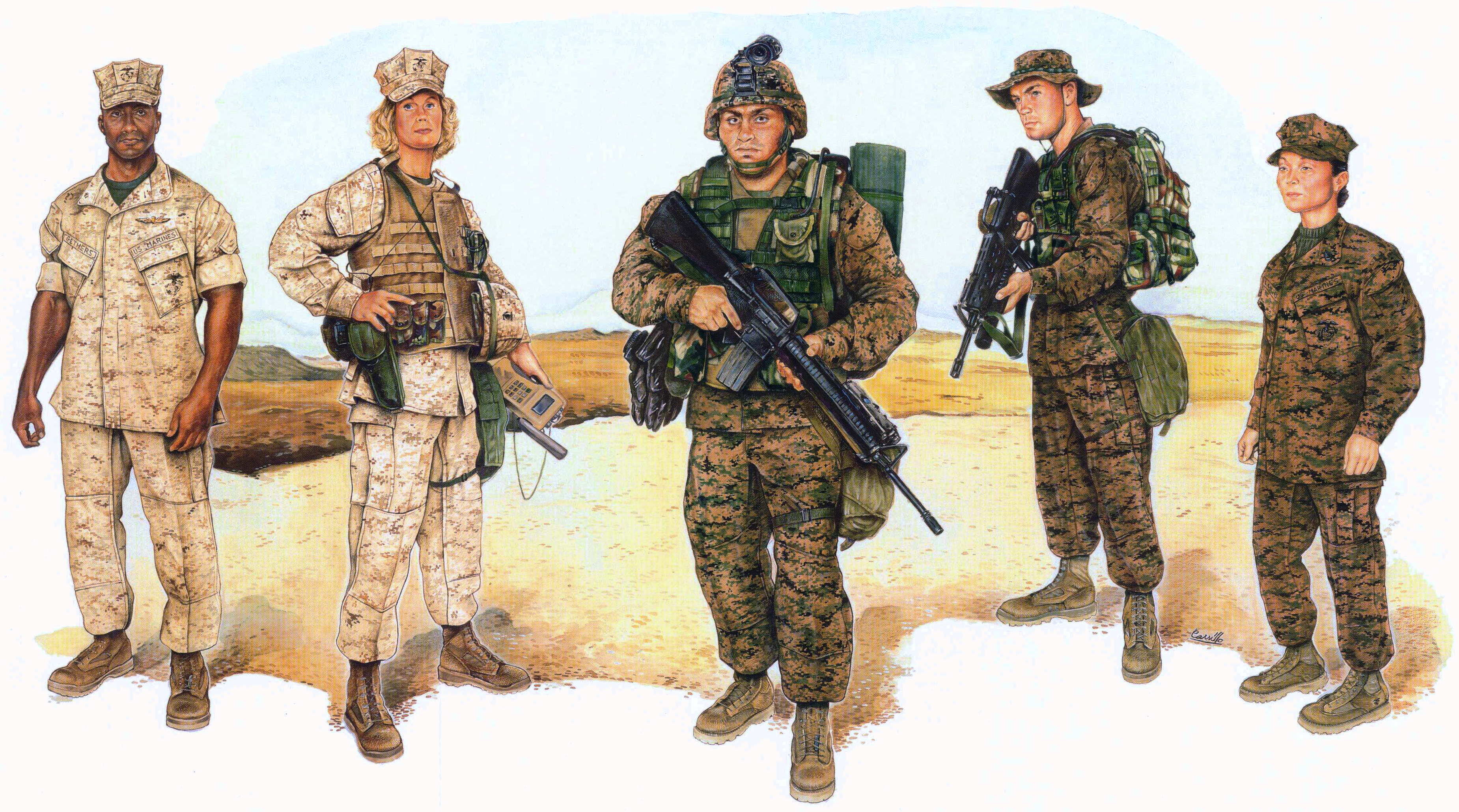
海軍陸戰隊多種用途作戰服

- M4 Carbine
- M203榴彈發射器
- AN/PVS-13 熱成像瞄準鏡
- 5.56×45mm 標準子彈
- KEVLAR軍用頭盔（英语：Personnel Armor System for Ground Troops）
- 海軍陸戰隊多種用途作戰服（英语：Marine Corps Combat Utility Uniform）（MCCUU）
- 戰鬥靴
- 布質裝甲背心（英语：Flak jacket）

### 其他裝備

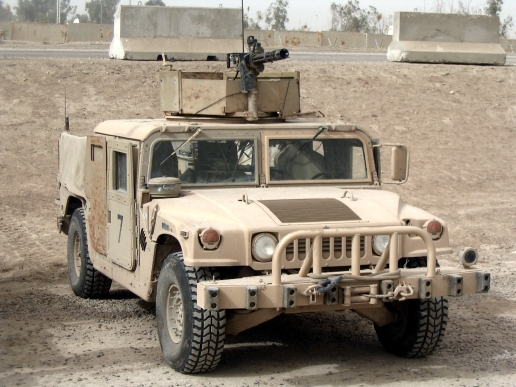
悍馬

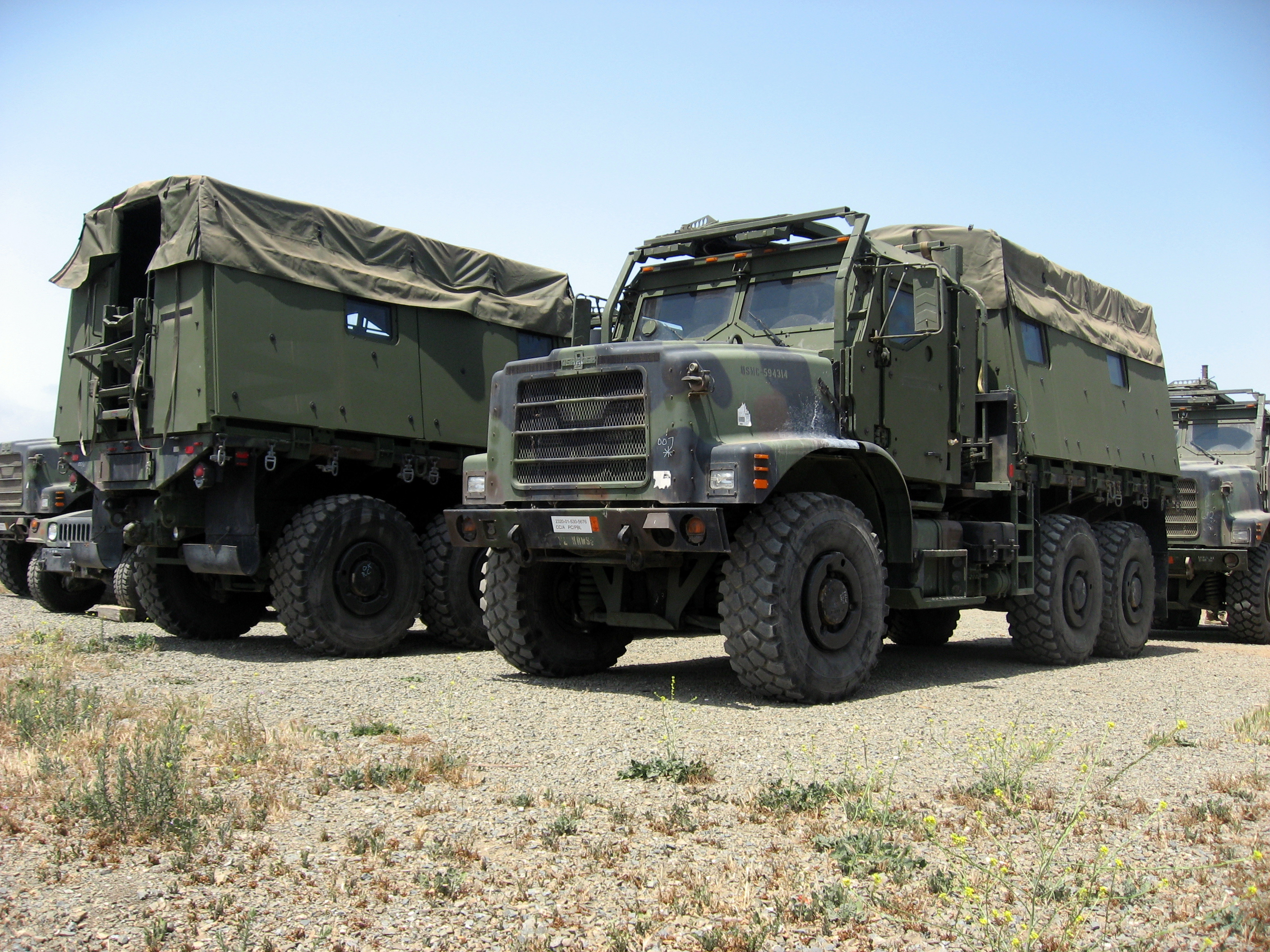
MTVR運輸車

- M40狙擊步槍
- M9手槍
- Mk 19自動榴彈發射器
- M249班用機槍
- AT4反坦克火箭筒
- 工兵鏟
- 40毫米榴彈
- 護目鏡
- 多種用途匕首（英语：KA-BAR）
- 護膝
- M16A4突擊步槍
- 防化服（英语：MOPP）
- SAPI陶瓷護胸板（英语：Small Arms Protective Insert）

### 車輛
- 悍馬
- MTVR運輸車（英语：Medium Tactical Vehicle Replacement）

### 直升機
- AH-1眼鏡蛇
- UH-1休伊

## 軍銜分佈

### 美國海軍陸戰隊第1師
| 軍銜 | 圖示 | 姓名                  |
| ---- | ---- | --------------------- |
| 少將 |      | James' Maddog 'Mattis |

### 第1偵察營
| 軍銜   | 圖示 | 姓名                         |
| ------ | ---- | ---------------------------- |
| 中校   |      | Stephen' Godfather 'Ferrando |
| 少校   |      | Todd Eckloff                 |
| 軍士長 |      | John Sixta                   |

### A連
| 軍銜 | 圖示        | 姓名            |
| ---- | ----------- | --------------- |
| 上尉 |             | Bryan Patterson |
| 下士 |             | Cody Scott      |
| 下士 | John Burris |                 |

### B連
| 軍銜     | 圖示 | 姓名                        |
| -------- | ---- | --------------------------- |
| 上尉     |      | Craig' Encino Man 'Schwetje |
| 槍炮上士 |      | Ray' Casey Kasem 'Griego    |

### 2排
| 軍銜     | 圖示                          | 姓名                       |
| -------- | ----------------------------- | -------------------------- |
| 中尉     |                               | Nathaniel' Nate 'Fick      |
| 槍炮上士 |                               | Mike' Gunny 'Wynn          |
| 中士     |                               | Brad' Iceman 'Colbert      |
| 中士     | Antonio' Poke 'Espera         |                            |
| 中士     | Larry Shawn' Pappy 'Patrick   |                            |
| 中士     | Rodolfo' Rudy 'Reyes          |                            |
| 中士     | Michael' Budweiser 'Brunmeier |                            |
| 中士     | Steven Lovell                 |                            |
| 中士     | Leandro' Shady B 'Batista     |                            |
| 下士     |                               | Josh Ray Person            |
| 下士     | Walt Hasser                   |                            |
| 下士     | Jason Lilley                  |                            |
| 下士     | Nathan Christopher            |                            |
| 下士     | Hector Leon                   |                            |
| 下士     | Gabriel' Gabe 'Garza          |                            |
| 下士     | James Chaffin                 |                            |
| 下士     | Anthony' Manimal 'Jacks       |                            |
| 下士     | Evan' Q-Tip 'Stafford         |                            |
| 下士     | Teren' T 'Holsey              |                            |
| 下士     | Michael Stinetorf             |                            |
| 准下士   |                               | Harold James Trombley      |
| 一等兵   |                               | John Christeson            |
| 二級軍醫 |                               | Robert Timothy' Doc 'Bryan |

### 3排
| 軍銜 | 圖示 | 姓名                           |
| ---- | ---- | ------------------------------ |
| 上尉 |      | Dave' Captain America 'McGraw  |
| 中士 |      | Eric Kocher                    |
| 下士 |      | Jeffrey' Dirty Earl 'Carazales |

## 行軍路線
《殺戮一代》中美國海軍陸戰隊第一師第一偵察營的行軍路線，是指從2003年3月11日到3月25日期間由科威特Mathilda營地到伊拉克城市Ad Diwaniyah之間的行軍線路。伊拉克戰爭結束之後的軍事行動不在此條目討論的範圍。

## 軍用術語
本劇中出現了大量軍用術語，其中有的含義與本義天壤之別。（資源來自HBO官方網站）

### 數字
.50 Caliber

M2標準重型機槍，美軍在二戰前就開始裝備；又名「Fifty cal」、「the Fifty」、「M-2」和「Ma Deuce」。

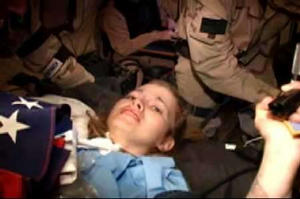
傑西卡‧林奇被解救的照片

5.56 Machine Gun Rounds

標準口徑，適用於美國武裝力量的所有步槍和輕型機槍，又名「北約（NATO）口徑」；便於區別伊拉克所使用的蘇制武器的7.62毫米口徑。
507 Maintenance

美國陸軍的一支補給連，因為在Nasiriyah選錯道路，被伊軍伏擊。這支部隊因為傑西卡‧林奇事件而聞名，但劇中並沒有交代林奇的名字和狀況。

### A-E
Alpha Company（A連）

作為B（Bravo）連的兄弟連同隸屬於第一偵察營，由很受歡迎和倍受尊敬的上尉Patterson指揮，與B連的指揮官Encino man形成鮮明對比。
履帶登陸車

一種笨重、噪音大的水陸兩用車，主要在伊拉克境內運送海軍陸戰隊員，有時也用做移動戰鬥平台。
A-O(Area of Operations)（行動區域）

A-O的規模可以大到伊拉克的範圍，也可以小到海軍陸戰隊駐紮營地的範圍。
Ass

海軍陸戰隊的俚語，表示擁有強大火力的武器系統或者作戰單位；比如說：「We're rolling with a lot of ass today.」，就是說：「我們今天有坦克或者武裝直升機協同作戰。」
Assassin(刺客)

Assassin指「刺客」，A連的無線電呼號，「Assassin Actual」則是指A連的指揮官上尉Patterson。
AT4 Rocket

海軍陸戰隊地面部隊普遍使用的反坦克火箭，炮筒由塑料製成，一米左右長，不到幾公斤，可以摧毀重型坦克。在伊戰中，不少火箭彈命中了很多民房以消滅潛在的敵人。
Atropine Injector（阿托品注射器）

阿托品是一種抵抗中樞神經系統感染的化學品。阿托品注射器主要用於可能受到化學襲擊的士兵，這裡主要指來自伊拉克的襲擊。
Battalion Commander（營指揮官）

中校Stephen Ferrando，指揮著由370人組成的第一偵察營，呼號「Godfather」。
Beanie

士兵專用黑色針織帽，身份的象徵，只允許第一海軍陸戰師的海軍陸戰隊偵察兵使用。
Boonie hat

標準戰地休閒帽，又名軟帽(奔尼帽)。
Bravo Company（B連）

B（Bravo）連隸屬於第一偵察營，B連的指揮官上尉Encino man。
Charlie Company（C連）

C（Charlie）連隸屬於第一偵察營。
C.G(Commanding General)

海軍陸戰隊員用這個詞的時候，總是指將軍Mattis，第一海軍陸戰師的指揮官。
Captain America（美國隊長）

上尉Dave McGraw的帶有嘲笑性質的暱稱，B連3排的指揮官，是二排的兄弟排。
chaos(混亂)

是將軍Mattis和海軍陸戰隊第一師的無線電呼號。
Command Vehicle（指揮車）

中尉Fick的悍馬，被改裝成由帆布覆蓋的皮卡。
Contact

視覺上或者實質上與敵軍相遇，當看到敵人或敵人開始射擊時使用。
D.C.U.(Desert Camouflage Uniform)

沙漠迷彩作戰服。
Delta Company（D連）

該連屬於第一偵察營的預備隊；D連的行為證明了他們是一群缺乏訓練、精力旺盛、裝備較差的士兵，對於戰爭一無所知。
Devil Dog

專指海軍陸戰隊員
Encino Man

B連連長上尉Craig Schwetje，中尉Fick的直接上級；這個暱稱源自於電影《Encino Man》中的愚蠢的尼安德特英雄；B連的Encino Man原來是一名橄欖球明星，但這顆星並不是特別明亮，長著一個猩猩臉。他的暱稱還可以按照音標字母轉換為「Echo Mike」。
E-Tool

海軍陸戰隊專用摺疊鏟。

### F-J
前沿觀察員

前沿觀察員，偵查伊拉克兵或反叛武裝等目標的士兵。
Flak jacket

軍用重型防彈背心。
Foot-mobile

步行的人
Free-balling

沒有穿內褲的人
Fucking Sixta

一營的軍士長John Sixta，又名「The Fucking Retard」、「Mister Potato Head（土豆頭先生）」、「The Coward of Khafji」。他的角色和行為使得士兵們非常鄙視他。
Get Some

是指某人做了一件很酷的事情，比如快跑一英里（run a fast mile），或者殺人。
Godfather(教父)

是中校Ferrando和第一偵察營的無線電呼號。Ferrando得到這個呼號的原因是，在他做過喉癌手術之後，他的聲音很像電影裡馬龍‧白蘭度的聲音。Godfather經常喜歡以第三人稱說自己，比如說Ferrando想怎麼樣、Godfather幹什麼。
Habudabi

阿拉伯人的暱稱
Hitman Two(殺手2)

Hitman(殺手)是B連的無線電呼號，而two是指第二排。
Hitman Two One Actual(殺手2-1-A)

是指B連2排第一小隊隊長中士Colbert。One是指第一小隊，而Actual指隊長，或指揮官。

### K-O
KA-BAR

Ka-Bar是美国一家著名刀具公司，从二战起就是陆战队的主要刀具提供商。这里指的是陆战队士兵所携带的Ka-Bar刀具。
Kevlar

美軍的PASGT頭盔暱稱。

Kevlar實為杜邦公司於1965年開發出來的一種人造纖維名稱，中文為克維拉，亦有人稱其為功夫龍，其材質由於具備高強度-質量比以及抗氧化特性，因此被廣泛運用於人身防護裝備（鋼盔、防彈背心等）及結構補強（船體、飛機等）。

Mathilda

海軍陸戰隊在科威特北部的營地，進入伊拉克前他們駐紮在這裡。
Oscar Mike

指部隊或單兵等作戰單位正在或開始移動，On the Move，依照北約音標字母取其O和M的意思。

### P-T
R.C.T.(Regimental Combat Team)（團級戰鬥隊）

由7000名海軍陸戰隊員組成的機械化裝甲步兵團。第一師由三個戰鬥隊（RCT1、RCT5和RCT7）和偵查營組成。
R.O.E.(The Rules of Engagement)（交戰規則）

所有重要的、經常改變的、總是含糊不清的規則，規定海軍陸戰隊員何時開槍。
Phonetic Alphabet（音標字母）

北約軍隊使用單詞代表字母以防止字母混淆，比如，Alpha=A，Bravo=B，Victor=V。
Raptor

Raptor(猛禽)是C(Charlie)連的無線電呼號。
Recon Mission

特別由偵察營執行的偵察任務，作為海軍陸戰隊的特別軍事力量只有區區幾百人。
Screwby

既可以表示很差勁，又可以表示很酷，是下士Stafford自創的。
T-55

在伊拉克比較普遍存在的蘇聯時代的坦克車，同時還在使用的有T-72。
Team Leader

由中士指揮戰鬥小隊，Fick的排有三個戰鬥小隊，但卻有四輛汽車（不含指揮車）。鑑於Fick的排的訓練科目是海灘突擊，所以他們沒有用悍馬車作戰的經驗。從技術角度上講，各小隊各有專攻：第一小隊善於潛水，第二小隊善於船上作戰，而第三小隊屬於傘降小隊，更具諷刺意味的，現在他們都在沙漠裡作戰。
The L.T.

Lieutenant，中尉的暱稱。
The Three

營級情報部門。
Two o'clock

敵人的方位。將四周的方向細分為十二個方向，十二點方向為正前方，六點方向為正後方。

### U-Z
U-two

U2間諜偵察機。
Zil truck

在伊拉克廣受歡迎的俄制卡車。

## 音樂
該劇中出現了大量的歌曲，有的是由主要演員根據劇情即興演唱，有的則是作為背景音樂由原演唱者演唱。
第一集:
- "Merry Christmas from the Family" by Robert Earl Keen
- 滑板少年 "Sk8ter boi" by 艾薇兒·拉維尼
- "Lovin' You" by 美妮·麗柏頓

第二集:
- "Beyoglu" by DJ Kambo
- "The Marines' Hymn（英语：The Marines' Hymn）" 海軍陸戰隊讚歌
- "Smoke Signals（英语：Smoke Signals）" by Dada Flair
- 超複雜"Complicated" by 艾薇兒·拉維尼
- "Bodies" by 斃命水池
- "Boyz-n-the-Hood" by Eazy-E
- "Hot in Herre" by 耐利

第三集:
- "Hot in Herre" by 耐利
- "Tainted Love" by Ed Cobb

第四集:
- "I Feel Like I'm Fixin' to Die" by Joe McDonald
- "Attahaddiat" by Kadhum Al Sahir
- "Entaha Almeshwar" by Kadhum Al Sahir
- "Copenhagen Song" by Josh Person
- "Teenage Dirtbag" by Wheatus

第五集:
- "On the Road Again" by 威利·納爾遜
- "Sundown（英语：Sundown (song)）" by 戈登·莱特福特
- "Gangsta Gangsta" by N.W.A.

第六集:
- "It Ain't Easy" by 圖帕克·夏庫爾
- "Fuck tha Police" by N.W.A.
- "Mamas Don't Let Your Babies Grow Up to Be Cowboys" by Ed Bruce
- "Can I Kick It?" by A Tribe Called Quest
- "Cesaro Summability by Outkast

第七集:
- "9 to 5 (Morning Train)" by 席娜·伊斯頓
- "Come Sail Away" by 冥河合唱團
- "King of the Road (Roger Miller)（英语：King of the Road (song)）" by Roger Miller
- "The Man Comes Around" by 約翰尼·卡什

## 外部連結
- Official HBO Generation Kill Website （页面存档备份，存于）
- 互联网电影数据库（IMDb）上《Generation Kill》的资料（英文）
- Interview with Director Susanna White （页面存档备份，存于） on Utne Reader